# احتلال السوق السعودي
احتلال السوق السعودي كتاب اقتصادي من تأليف الصحفي والكاتب السعودي الراحل جمال خاشقجي نشر عام 2013 من قبل دار مدارك للنشر يروي هذا الكتاب قصة احتلال السوق السعودي من قبل العمالة الوافدة ويطرح الآراء الجدلية ويدعو إلى تحرير السوق من الاعتماد على العمالة الأجنبية حتى ولو أدى ذلك إلى فوضى وتعطل للمصالح ولكنه يرى أن ذلك سيكون مؤقتاً.